# Cle Elum
Cle Elum is een plaats (city) in de Amerikaanse staat Washington en valt bestuurlijk gezien onder Kittitas County.

## Demografie
Bij de volkstelling in 2000 werd het aantal inwoners vastgesteld op 1755. In 2006 is het aantal inwoners door het United States Census Bureau geschat op 1797, een stijging van 42 (2,4%).

## Geografie
Volgens het United States Census Bureau beslaat de plaats een oppervlakte van 3,8 km², geheel bestaande uit land. Cle Elum ligt op ongeveer 586 m boven zeeniveau.

## Plaatsen in de nabije omgeving
De onderstaande figuur toont nabijgelegen plaatsen in een straal van 28 km rond Cle Elum.

## Geboren
- Richard Scobee (1939-1986), astronaut